# 鲍里斯·彼得洛维奇·列祖欣

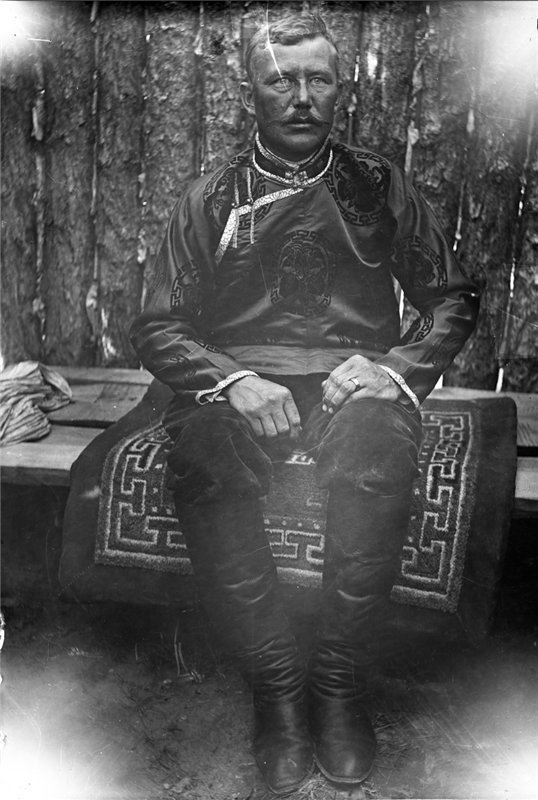
鲍里斯·彼得洛维奇·列祖欣

鲍里斯·彼得罗维奇·列祖欣（Борис Петрович Резухин，1886年3月6日—1921年8月16日）是俄罗斯帝國的一名军官，曾参与第一次世界大战和俄国内战，1920年晋升为少将。俄国内战期間，他是俄国白军軍官，主要在外貝加爾和外蒙古活动。
鲍里斯·彼得罗维奇·列祖欣生于一个上尉家庭。他毕业于雅罗斯拉夫尔军官学校和叶利萨韦特格勒骑兵学校。1907年，他出任第1阿尔贡团的少尉。1911年，他晋升中尉。在第一次世界大战期间，他出任第1维尔赫涅乌金斯克团一个百人队的指挥官。
在俄国内战期间，列祖欣是格里戈里·謝苗諾夫勢力的一員。他曾担任亞洲騎兵師第2骑兵旅的指挥官，并担任骑兵师副司令。在1921年2月亞洲騎兵師將中國軍隊驅逐出库伦（乌兰巴托）後，他被第八世哲布尊丹巴呼圖克圖授予“亲王”头衔。1921年7月8日，他与恩琴共同率軍進攻烏蘭烏德。不過在亞洲騎兵師失利後，他拒絕與亞洲騎兵師一同撤往满洲，并于1921年8月16日被部下杀害。